# Kerri Gardin
Kerri Gardin (Burke County, 19 marzo 1984) è un'ex cestista statunitense, professionista nella NBA.

## Carriera
È stata selezionata dalle Chicago Sky al terzo giro del Draft WNBA 2006 (34ª scelta assoluta).